# Meganoton clossi
Meganoton clossi är en fjärilsart som beskrevs av Gehlen. 1924. Meganoton clossi ingår i släktet Meganoton och familjen svärmare. Inga underarter finns listade i Catalogue of Life.